# Фролова Тетяна Володимирівна
Фролова Тетяна Володимирівна (23 грудня 1950, Київ) — радянська і українська театральна акторка.

## Біографія
Народилась у м. Києві. Закінчила середню школу в 1968 році.
В 1971 році вступила в театральну студію при Київському театрі оперети, закінчила її у 1973 році.
Після закінчення, з 1973 по 1974, працювала в Житомирському музично-драматичному театрі.
З 1974 року — актриса Львівського академічного драматичного театру імені Лесі Українки;поетеса. .

## Акторські роботи в театрах
Львівський академічний драматичний театр імені Лесі Українки
- 2011 — Мати Червоної Шапочки, «Пригоди невгамовного Зайчика та Червоної Шапочки» (реж. — Людмила Колосович)
- 2011 — Хівря, «Сорочинський ярмарок» (реж. Володимир Федоров)
- 2011 — Мати Лукаша, «Лісова пісня» (реж. Людмила Колосович)
- 2011 — Смерть, «Вертеп» (реж. Людмила Колосович)
- 2012 — Настя, «Search: www.МатиНАЙмичкА.com.ua» (реж. н.а. України Григорій Шумейко)
- 2013 — Артистка А, вона ж Пані Хелена, «Анатомія Театру» (реж. Людмила Колосович)
- 2013 — Марія, «Євангеліє від Юди» (реж. Юрій Мельничук)
- 2014 — опера «Антиформалістичний райок» (реж. Олексій Коломійцев)
- 2016 — До, треш-детектив «Людина в підвішеному стані» (реж. Ігор Білиць)
- 2017 — Баба Яга, сімейний мюзикл «Зачарована принцеса» (реж. Олена Сєрова-Бондар)
- 2017 — Аґата, (не) ніжна вистава «Том на фермі» (реж. Павло Ар'є)[2][3][4][5][6][7][8]

- 2017 — Дух Теперішнього Різдва, Колядниця, вистава «Різдвяна історія» (реж. Олена Апчел)

Житомирський обласний український музично-драматичний театр імені Івана Кочерги
- Жозефіна, «Не судилось» (реж.
- Люба, «Сталевари» (реж.
- Мафія, молода жінка, «Голубі олені» (реж.
- Адріан, Тичинкіна, «Сомбреро» (реж.
- Гувернантка, «Пригоди в королівстві М'ясопотамія» ? Кшемінський (реж.